# Zionskirche (Klein Süstedt)

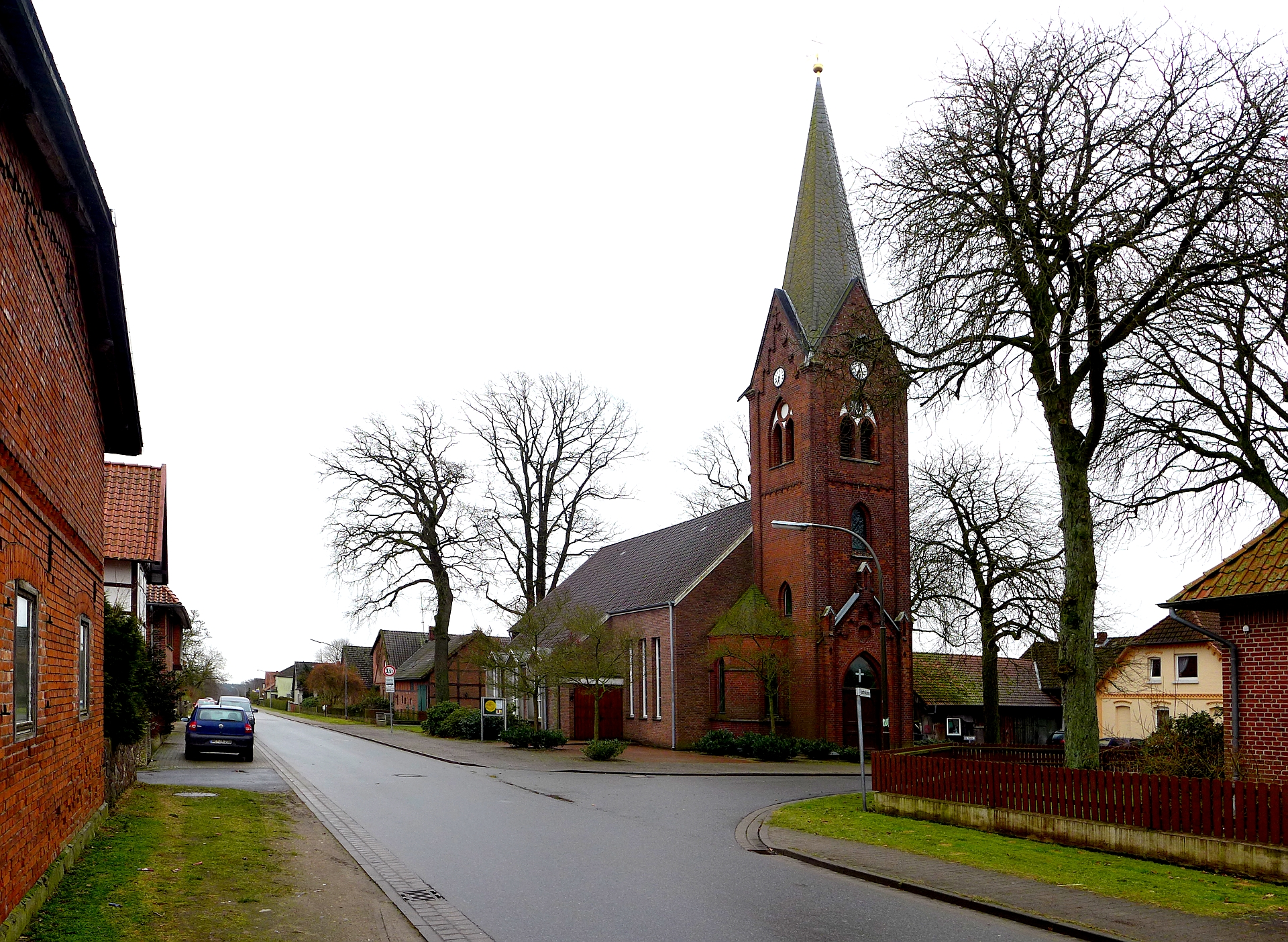
Zionskirche in Klein Süstedt

Die Zionskirche gehört zur Selbständigen Evangelisch-Lutherischen Kirche und steht im Ortsteil Klein Süstedt der Kreisstadt Uelzen des gleichnamigen Landkreises im Nordosten Niedersachsens.

## Geschichte
Die Zionskirche wurde zunächst als Fachwerkgebäude am 20. Februar 1879 eingeweiht. 1905 erhielt das Gebäude einen neugotischen Westturm, welcher heute unter Denkmalschutz steht.
Zwischen 1968 und 1969 wurde das alte Fachwerkgebäude aufgrund der geringen Größen durch einen neuen schlichten Backsteinbau ersetzt. Der Westturm blieb erhalten und wurde in das neue Schiff integriert. Die Einweihung erfolgte am 23. März 1969. Das Fachwerk des Kirchenschiffs wurde von einer örtlichen Möbelfabrik übernommen und als Trockenhalle für Möbelholz genutzt. Die Orgel wurde 1998 vom Orgelbaumeister Christoph Böttner erbaut.

## Kirchliche Organisation
Die Kirchengemeinden Klein Süstedt und Nettelkamp bilden zusammen einen Pfarrbezirk. Die zugehörigen Zionskirche in Klein Süstedt und die Christus-Kirche in Nettelkamp werden gemeinsam von einem Pfarrer betreut. Der Pfarrbezirk ist Teil des Kirchenbezirks Niedersachsen-Ost.